# Sinon Corporation
A Sinon Corporation é um conglomerado de oito unidades de negócios, incluindo a fabricação e distribuição de produtos químicos (defensivos agrícolas, fertilizantes e químicos finos), plásticos, orquídeas, processamento de alimentos e fornecimento de refeições, supermercados, cimento misturado e cascalho, desenvolvimento de sistemas de informação integrados e um time de beisebol profissional em Taiwan.

## História
•	Foi fundada por Tien-Fa Yang e inicia suas atividades em 1955, em Taichung, Taiwan. Começou com uma fábrica pequena de defensivos agrícolas para atender somente o mercado local, com o nome de Shinung Chemical Manufactering Comapny.
•	Em 1959 é renomeada como Shinung Chemical Industry Co Ltda.
•	Em 1965 são construídas novas instalações para síntese de ingredientes ativos e novas formulações, novas unidades de pesquisa e desenvolvimento em bioquímica e síntese.
•	Instala sua própria fábrica de embalagens plásticas em 1979. Neste mesmo ano é renomeada para Sinon Corporation, seu atual nome, que em Mandarim significa “agricultura e prosperidade”.
•	Em 1982 começa o processo de implantação de lojas para distribuição dos seus produtos em todo o país, visando atender os agricultores com o fornecimento de insumos e assistência técnica. Atualmente sua rede de lojas é composta por cerca de 300 lojas em Taiwan e 20 na China.
•	Em 1988, além da sua produção de plásticos, a Sinon está presente na área de matérias primas intermediárias para produtos farmacêuticos, processamento de alimentos e fornecimento de refeições industriais, supermercados, concreto para construção e sistemas de informação e gestão.
•	A empresa é oficialmente registrada na bolsa de valores de Taiwan (TSE) em 1989. Seu fundador, Tien-Fa Yang torna-se presidente honorário e Wen-Bem Yang o presidente.
•	Em 1996, é criado o Sinon Bulls, time profissional de beisebol. A Sinon através do esporte apoia crianças carentes em diversos projetos sociais.
•	No período de 2000 a 2004, a empresa estabelece filiais na Europa, Estados Unidos, Brasil, China, Austrália, Tailândia e Indonésia.
•	No ano de 2010 é expandida a capacidade da fábrica de Taiwan e atualizada a estação de tratamento de resíduos.
•	Atualmente a Sinon comercializa seus produtos em mais de 60 países e possui quase 4.000 colaboradores.

## Certificados
o	Em 1996, o grupo químico da Sinon recebe certificação ISO 9002.
o	Em 1997, a fábrica de embalagens também recebe a certificação ISO 9002.
o	No ano de 2000, a companhia de sistemas da informação recebe a certificação ISO 9001.
o	Em 2003, o laboratório da Sinon em Taiwan recebe a certificação GLC; referente a boas práticas laboratoriais; tornando-se o primeiro no país a receber este certificado. Nesta época era o único laboratório da Ásia (exceto Japão) a possuir este certificado.
o	Em 2009, a Sinon recebe a certificação ISO 17025, referente a atendimento de requisitos técnico e de gestão; e OHSAS 18001, referente a requisitos na área da saúde e segurança ocupacional.

## Grupo Químico: Proteção de Culturas
O Grupo Químico fabrica e distribui produtos fitossanitários em todo o mundo, incluindo produtos técnicos e formulados, matérias-primas e intermediários. Mantém sua sede mundial e seu centro de pesquisa e desenvolvimento (P&D) em Taiwan, enquanto que suas plantas estão localizadas em Taiwan e na China. 
A Sinon foi adaptando seus produtos para obter soluções locais, através de subsidiárias internacionais. Possui subsidiárias em:
•	Sinon Brasil, Porto Alegre, Brasil
•	Sinon USA, São Francisco, Estados Unidos da América
•	Sinon EU, Hamburgo, Alemanha
•	Sinon China, Shanghai, China
•	Sinon Thailand, Bangkok, Tailândia
•	Sinon Indonesia, Jakarta, Indonésia
•	Sinon Australia, Sydney, Austrália
Seus principais produtos são:
•	Herbicidas: Alachlor, Butachlor, Clodinafop-Propargyl, Fluziafop-P-Butyl, Glyphosate, Glufosinate, Paraquat, Pendimethalin.
•	Inseticidas: Acephate, Carbofuran, Carbosulfan, Methamidophos, Methomyl, Propoxur.
•	Fungicidas: Azoxystrobin, Benomyl, Carbendazim, Chlorothalonil, Flutriafol, Iprodione, Oxine-Copper, Propineb, Thiophanate-Methyl.

## Embalagens Plásticas
Foi criada para fornecer embalagens para a divisão de agroquímicos da Sinon. Esta divisão tem crescido para suprir as necessidades de demanda por embalagens plásticas em todo o sudeste da Ásia.

## Orquídeas
O orquidário da Sinon foi criado em 2000 fazendo parte do processo de diversificação em biotecnologia. Colabora com a Escola Nacional Profissionalizante de Agricultura de Taichung conduzindo pesquisas e desenvolvendo reprodução de sementes. Tem uma capacidade anual de cultivo de 180.000 exemplares, atendendo o mercado interno e externo.

## Processamento e Fornecimento de Refeições
Foi criado em 1981 para atender o restaurante dos colaboradores da Sinon e também para a merenda escolar das escolas vizinhas. Possui cardápio criado por nutricionistas profissionais e em 1998 recebeu a certificação HACCP.

## Supermercados
Com o nome de Taiwan Fresh, sua primeira loja foi aberta em 1988 e atualmente possui 41 lojas na região central de Taiwan. Possui o primeiro centro de transformação de alimentos com 3 certificações : ISO 9002, HACCP e CAS e também sua indústria tem o primeiro laboratório de CQ interno de resíduos de pesticidas para legumes e frutas. 

## Cimento Misturado e Cascalho
Fundada em 1993 para fornecer matérias-primas em conformidade com as normas nacionais da indústria de construção. As suas fábricas são totalmente automatizadas e com gerenciamento computadorizado.

## Sistemas de Informação
Estabeleceu esta empresa em 1983 para atender as necessidades internas da organização do seu próprio sistema de informação. Atualmente desenvolve sistemas de informação para vários setores. Seus serviços incluem: sistemas ERP, SI como terceirização de serviços, planejamento e integração de rede, programação de sites, treinamentos em empresas, etc.

## Equipe de Baseball Profissional –Sinon Bulls
A Sinon fundou o time de baseball Sinon Bulls em 1996 para estimular a moral da organização. O time já ganhou o Campeonato Chines Profissional de Baseball em 2004 e 2005.